# WTA German Open 1994
Il WTA German Open 1994 è stato un torneo di tennis giocato sulla terra rossa.
È stata l'82ª edizione del German Open, che fa parte della categoria Tier I nell'ambito del WTA Tour 1994.
Si è giocato al Rot-Weiss Tennis Club di Berlino in Germania dal 9 al 15 maggio 1994.

## Campionesse

### Singolare
Steffi Graf ha battuto in finale  Brenda Schultz con il punteggio di 7–6(6), 6–4.

### Doppio
Gigi Fernández /  Nataša Zvereva hanno battuto in finale  Jana Novotná /  Arantxa Sánchez Vicario  6–3, 7–6(2).